# Estación de Magoria-La Campana
Magoria La Campana (en catalán y oficialmente Magòria La Campana) es una estación ferroviaria situada en la ciudad española de Barcelona, en la comunidad autónoma de Cataluña. Forma parte de la línea 8 del Metro de Barcelona y de la línea Llobregat-Noya de Ferrocarriles de la Generalidad de Cataluña (FGC) por donde circulan trenes de las líneas S3, S4, S8, S9, R5 y R6.
| << cabecera                 | < estación      | línea | estación >   | cabecera >>  |
| --------------------------- | --------------- | ----- | ------------ | ------------ |
| Línea Llobregat-Anoia       |                 |       |              |              |
| Molí Nou-Ciutat Cooperativa | Ildefonso Cerdá |       | Plaza España | Plaza España |
| Can Ros                     | Ildefonso Cerdá |       | Plaza España | Plaza España |
| Olesa de Montserrat         | Ildefonso Cerdá |       | Plaza España | Plaza España |
| Martorell Enlace            | Ildefonso Cerdá |       | Plaza España | Plaza España |
| Quatre Camins               | Ildefonso Cerdá |       | Plaza España | Plaza España |
| Manresa                     | Ildefonso Cerdá |       | Plaza España | Plaza España |
| Igualada                    | Ildefonso Cerdá |       | Plaza España | Plaza España |

## Situación ferroviaria
Se encuentra ubicada en el punto kilométrico 0,4 de la línea férrea de ancho métrico que une Magoria con Plaza España.